# Ndyuka
Ndyuka ᵊnˈdʒuːkə, també anomenat Aukan, Okanisi, Ndyuka tongo, Aukaans, Businenge Tongo (considerat per alguns com a pejoratiu), Crioll marró oriental, o Nenge és una llengua criolla de Surinam, parlada pels ndyukes. Els parlants són un dels sis pobles cimarrons (antigament anomenats "negres del bosc") a la República de Suriname i un dels pobles cimarrons de la Guaiana Francesa. La majoria dels 25 a 30 mil parlants que viuen a l'interior del país, cobert de selva tropical. A les llistes d'Ethnologue apareixen dues llengües llistades sota el nom de Ndyuka.

## Fonologia
El ndyuka és basat en un vocabulari anglès, amb influència de llengües africanes en la seva gramàtica i sons. Per exemple, la diferència entre na ("és") i ná ("no és") és to; les paraules poden començar amb les consonants com mb i ng, i alguns oradors utilitzar les consonants kp i  gb. (Per a altres parlants ndyuka, aquestes es pronuncien kw i gw, respectivament. Per exemple, la paraula "sortir" és Gwé o gbé, de l'anglès "desaparèixer") també hi ha influències del portuguès i altres idiomes.

## Orthografia
L'ortografia moderna difereix de l'antiga base d'ortografia del neerlandès en substituir u per oe i y per j. Els dígrafs ty i dy es pronuncien com l'anglès ch i j, respectivament. El to s'escriu amb molt poca freqüència, però calen paraules com ara ná ("no és"). L'alfabet afaka sil·làbic va ser ideat per als ndyuka en 1908.

## Dialectes
El ndyuka té tres dialectes: el Ndyuka (o Okanisi), aluku, i paramaccan, que són ètnicament diferents. El kwinti és prou diferent lingüísticament per ser considerat com una llengua independent, però de vegades s'inclou també sota el nom de ndyuka. Ndyuka va ser també una base del pidgin Ndyuka-Tiriyó.

## Exemple
Aquí està un exemple de text ndyuka, i la seva traducció en anglès (mostrant les semblances, així com l'evolució lèxica), adaptat de Languages of the Guianas (SIL Publications):
| « | En so den be abaa na a líba, dísi wi kai Kawína Líba. Di den abaa de, den abaa teke gwe na opu fu Kawína. En so den be waka langa langa gwe te na Mama Ndyuka ede, pe wi kai Mama Ndyuka. | » |

| « | And so they crossed the river, which we call "Kawina [Commewijne] River". Having crossed it, they went way upstream along the Commewijne. Thus they walked a long, long way, clear to the upper Tapanahony, the place we call "Mama Ndyuka". | » |